# Euphaedra (Xypetana) herberti
Euphaedra (Xypetana) herberti es una especie de  Lepidoptera, de la familia Nymphalidae,  subfamilia Limenitidinae, tribu Adoliadini, pertenece al género Euphaedra, subgénero (Xypetana).

## Subespecies
- Euphaedra (Xypetana) herberti herberti
- Euphaedra (Xypetana) herberti katanga (Hecq, 1980)

## Localización
Esta especie de Lepidoptera se encuentra localizada en Zambia y Zaire (África). 